# Бу Шан
Бу Шан (*卜商, 507 до н. е. —400 до н. е.) — китайський вчений періоду Чуньцю, один з найкращих учнів Конфуція. Визнається як засновник традиції текстуальної інтерпретації. Відомий під призвиськом Цзи-Ся.

## Життєпис
Народився 507 року до н. е. в царстві Вей (на території сучасної провінції Хенань). Вельми глибоко вивчив і розумів Ши цзі, «Лі цзя», «І цзін», «Чунь цю». Невідомо за яких обставин став учнем Кун-цзи (Конфуція). Останній досить високо оцінював здібності Цзи-Ся, вважаючи його своїм гідним наступником, здатним зробити багато чого для розвитку вчення свого вчителя.
Коли Конфуцій помер у 479 році до н. е., Цзи Ся оселився в районі Сіхе (сучасна провінція Шаньсі, між річками Цзіхе і Хуанхе), де навчав своїх учнів. Тут у нього було 300 учнів. Згодом він служив Вень-хоу, правителю царства Вей. Помер близько 420 року до н. е. На честь нього в Сіхе звели храм, що дотепер не зберігся. Табличку з його іменем поставлено у храмі Конфуція.

## Творчість
Вважається, що конфуціанське вчення канонічних книг від самого початку пішло й передавалося далі переважно від Цзи-Ся. Згідно зі збіркою «Веньсюань», є автором «Аналектів». У Книзі обрядів містяться його висловлювання.
Дотепер тривають суперечки серед дослідників щодо його авторства праці «Цзи-Сяо І чжуань» («Коментарі Цзи-Ся до „І цзин“»).